# Abdul Patah Unang
Abdul Patah Unang  (* 1937) ist ein ehemaliger indonesischer Badmintonspieler.

## Karriere
A. P. Unang gehörte 1964 und 1967 dem indonesischen Thomas-Cup-Team an, welches im erstgenannten Jahr diese Weltmeisterschaft für Männermannschaften gewann. 1964 verlor er mit Tan King Gwan im Finale gegen Dänemark gegen Finn Kobberø und Jørgen Hammergaard Hansen, siegte jedoch gegen Erland Kops und Henning Borch. Drei Jahre später spielte er im Finale gegen Malaysia mit Darmawan Supatera gegen Tan Yee Khan und Ng Boon Bee und verlor dieses Match klar in zwei Sätzen.
Seine größten Erfolge in den Einzeldisziplinen feierte er im Herrendoppel 1962 mit Tutang Djamaluddin und 1966 mit Tan King Gwan bei den Asienspielen, als er jeweils die Bronzemedaille gewann.